# نظرية سائل فيرمي
نظرية سائل فيرمي (المعروفة أيضًا بنظرية سائل فيرمي لانداو) هي نموذج نظري لتفاعل الفرميونات التي تصف الحالة الطبيعية لمعظم المعادن عند درجات حرارة منخفضة بدرجة كافية. لا يجب أن تكون التفاعلات بين جزيئات نظام الأجسام المتعددة صغيرة. قدم الفيزيائي السوفييتي ليف دافيدوفيتش لانداو النظرية الظاهراتية لسوائل فيرمي عام 1956، ثم طورها أليكسيي أبريكوسوف وإسحاق خالاتنيكوف باستخدام نظرية الاضطراب التخطيطي. تشرح النظرية سبب تشابه بعض خصائص نظام الفرميون المتفاعل مع خصائص غاز فيرمي المثالي (أي الفرميونات غير المتفاعلة)، ولماذا تختلف الخصائص الأخرى.
من الأمثلة المهمة على تطبيق نظرية سائل فيرمي بنجاح الإلكترونات في معظم المعادن والهيليوم السائل-3. الهليوم-3 السائل هو سائل فيرمي عند درجات حرارة منخفضة (ولكن ليس منخفضًا بما يكفي ليكون في طور الميوعة الفائقة). الهليوم-3 هو نظير للهيليوم، يحتوي على 2 بروتون، 1 نيوترون و2 إلكترون لكل ذرة. نظرًا لوجود عدد فردي من الفرميونات داخل النواة، فإن الذرة نفسها هي أيضًا فرميون. تشكل الإلكترونات الموجودة في معدن عادي (غير فائق التوصيل) أيضًا سائل فيرمي، كما تفعل النوى (البروتونات والنيوترونات) في نواة الذرة. يعرض السترونتيوم روثينات بعض الخصائص الرئيسية لسوائل فيرمي، على الرغم من كونه مادة شديدة الارتباط، ويقارن مع الموصلات الفائقة ذات درجة الحرارة العالية مثل النحاسيات.